# Neuer Markt 9 (Stralsund)
Das Haus mit der postalischen Adresse Neuer Markt 9 ist ein denkmalgeschütztes Gebäude am Neuen Markt im Stralsunder Stadtgebiet Altstadt.

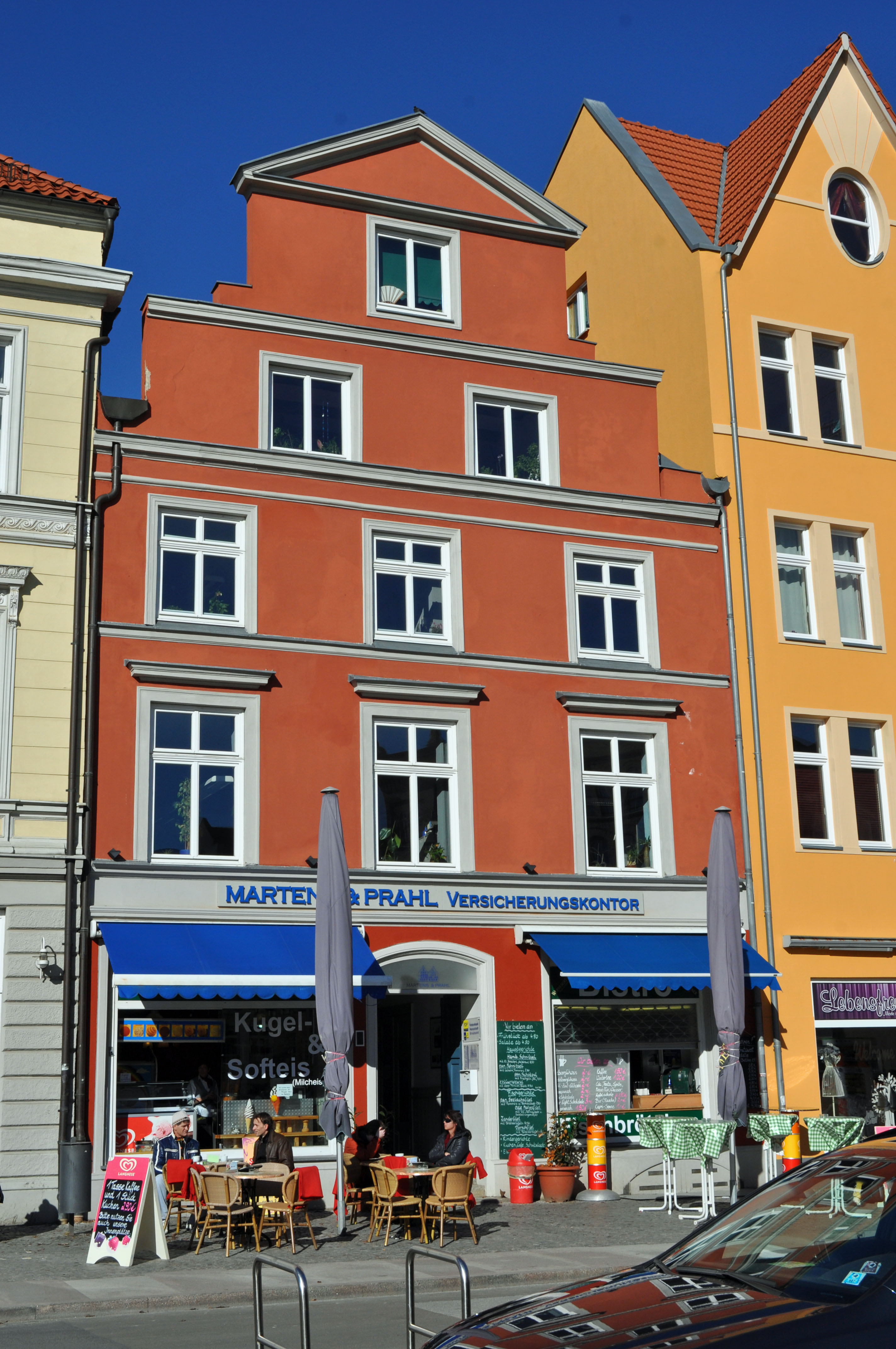
Das Haus Neuer Markt 9 in Stralsund (2012)

Der dreigeschossige und dreiachsige, giebelständige Putzbau ist im Kern mittelalterlich. Seine heutige Fassade wurde im 19. Jahrhundert gestaltet.
Das Giebelhaus weist geschosstrennende Gesimse und ein mittiges Segmentbogenportal auf. Am Giebel auf der Hofseite ist noch der mittelalterliche Kern zu erkennen.
Das Haus liegt im Kerngebiet des von der UNESCO als Weltkulturerbe anerkannten Stadtgebietes des Kulturgutes „Historische Altstädte Stralsund und Wismar“. In die Liste der Baudenkmale in Stralsund ist es mit der Nummer 598 eingetragen.